# 히로사키역
히로사키역(일본어: 弘前駅)은 일본 아오모리현 히로사키시에 위치한 동일본 여객철도 · 일본화물철도 · 고난 철도의 철도역이다. 동일본 여객철도 오우 본선의 소속역이며, 이 역을 기점으로 하는 고난 철도 고난 선에 대해서도 기술한다.

## 역 구조 및 타는 곳

### 동일본 여객철도
단선 · 섬식의 형태를 합친 2면 3선 구조의 복합 승강장을 갖춘 지상역이다.
| 1 · 2 · 3 | ■ 오우 본선 | (하행) | 가와베 · 나미오카 · 신아오모리 · 아오모리 방면 |
| 1 · 2 · 3 | ■ 오우 본선 | (상행) | 오와니온센 · 오다테 · 아키타 방면              |
| 1 · 2 · 3 | ■ 고노 선   |        | 고쇼가와라 · 아지가사와 · 후카우라 방면        |

### 고난 철도
두단식 승강장 1면 2선의 구조를 갖춘 지상역이다.
| 1 · 2 | ■ 고난 선 |  | 히라카 · 구로이시 방면 |

## 화물역
일본화물철도의 역은, 여객역 중앙 입구 북쪽에 있다. 1면 2선의 컨테이너 승강장이 설치되어 있는 것 외에, 여러 개의 유치선이 이설되어 있다. 하역선은, 역의 발착선이 있던 아오모리 역 방면의 서쪽으로 늘어진 인상선으로 들어가, 역 방면으로 돌아오는 곳에 분기하고 있다.
영업 창구의 JR 화물 히로사키 영업소가 설치되어 있다. 더욱이 역 업무 · 구내 입환 작업은 하치노헤 임해 철도에서 위탁하고 있다.
화물 열차는, 하루 1회 왕복의 고속 화물 열차가 아오모리 신호장 방면으로의 사이로 운행하고 있다. 오다테역 방면으로 향하는 열차나, 전용 화물 열차의 발착은 없다.

## 이용 현황
| 승차 인원 추이 | 승차 인원 추이 |
| 연도           | 1일 평균       |
| -------------- | -------------- |
| 2000           | 4,578          |
| 2001           | 4,446          |
| 2002           | 4,433          |
| 2003           | 4,483          |
| 2004           | 4,398          |
| 2005           | 4,424          |
| 2006           | 4,426          |
| 2007           | 4,425          |
| 2008           | 4,333          |
| 2009           | 4,231          |
| 2010           | 4,348          |
| 2011           | 4,442          |
| 2012           | 4,489          |
| 2013           | 4,641          |

## 역 주변
- 아오이모리 신용금고 · 아오모리 은행 히로사키에키마에 지점
- FM 아오모리 히로사키 지사
- 동일본 여객철도 히로사키 종합 사무소
- 닛폰 통운 히로사키 지점
- 히로사키 시립 병원
- 동일본 여객철도 히로사키 운수구

## 인접 역
| 동일본 여객철도 오우 본선 | 동일본 여객철도 오우 본선 | 동일본 여객철도 오우 본선          |
| ------------------------- | ------------------------- | ---------------------------------- |
| 시·종착역                 | □ 특급 '쓰가루'           | 가와베 아오모리 방면               |
| 이시카와 요코테 방면      | ■ 보통                    | 나이조시 아오모리 방면             |
| 고난 철도 고난 선         |                           |                                    |
| 시·종착역                 | ■ 고난 선                 | 히로사키히가시코마에 구로이시 방면 |